# Ham-sur-Meuse
Pour les articles homonymes, voir Ham.
Ham-sur-Meuse est une commune française située dans le département des Ardennes, en région Grand Est.

## Géographie

### Communes limitrophes
| Aubrives | Aubrives      | Chooz |
| Aubrives | Ham-sur-Meuse | Chooz |
| Aubrives | Hargnies      | Chooz |

### Hydrographie
La commune est dans le bassin versant de la Meuse au sein du bassin Rhin-Meuse. Elle est drainée par la Meuse, le canal de l'Est Branche-Nord, le ruisseau de Thirissart, le ruisseau Fond des Vaux et le ruisseau de Bourifosse,.
La Meuse, d'une longueur de 486 km dans sa partie française, est un fleuve européen qui prend sa source en France, dans la commune du Châtelet-sur-Meuse, à 409 mètres d'altitude, et se jette dans la mer du Nord après un cours long d'approximativement 950 kilomètres traversant la France, la Belgique et les Pays-Bas. Elle longe la commune sur son flanc nord puis est, s'écoule d'ouest en est sur une longueur d'environ 4,3 km.
Le canal de l'Est Branche-Nord, d'une longueur de 141 km, est un chenal et un cours d'eau naturel navigable qui relie Givet à Troussey, où il rejoint le canal de la Marne au Rhin. Il se superpose par endroits, dans la commune, à la Meusesur une longueur d'environ 0,5 km.

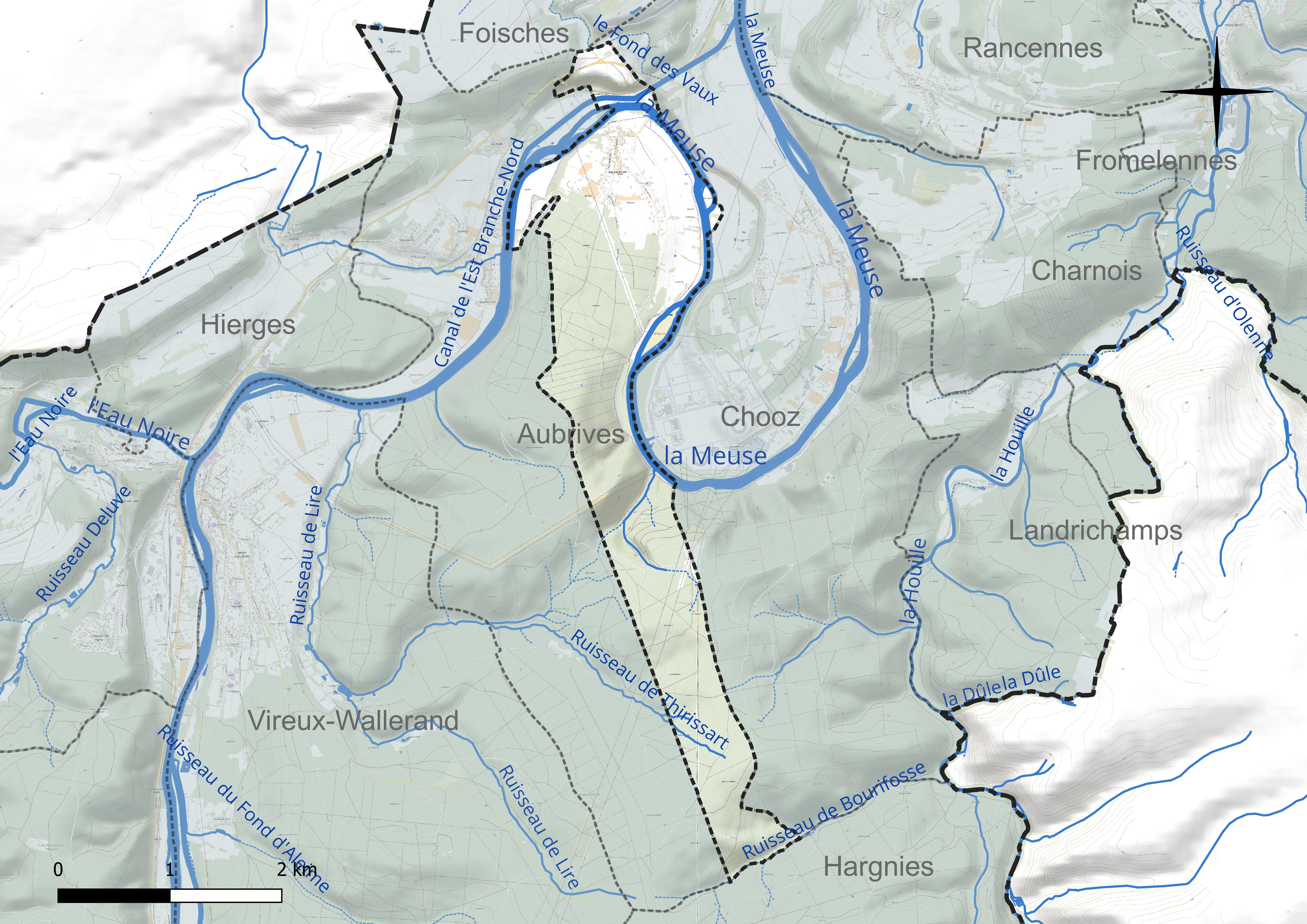
Réseau hydrographique de Ham-sur-Meuse.

### Climat
Pour des articles plus généraux, voir Climat du Grand Est et Climat des Ardennes.
En 2010, le climat de la commune est de type climat des marges montargnardes, selon une étude du Centre national de la recherche scientifique s'appuyant sur une série de données couvrant la période 1971-2000. En 2020, Météo-France publie une typologie des climats de la France métropolitaine dans laquelle la commune est exposée à un climat océanique altéré et est dans la région climatique Lorraine, plateau de Langres, Morvan, caractérisée par un hiver rude (1,5 °C), des vents modérés et des brouillards fréquents en automne et hiver.
Pour la période 1971-2000, la température annuelle moyenne est de 10,6 °C, avec une amplitude thermique annuelle de 15,4 °C. Le cumul annuel moyen de précipitations est de 888 mm, avec 12,8 jours de précipitations en janvier et 9,3 jours en juillet. Pour la période 1991-2020, la température moyenne annuelle observée sur la station météorologique de Météo-France la plus proche, « Rocroi », sur la commune de Rocroi à 28 km à vol d'oiseau, est de 9,5 °C et le cumul annuel moyen de précipitations est de 1 210,4 mm. 
La température maximale relevée sur cette station est de 37,6 °C, atteinte le 25 juillet 2019 ; la température minimale est de −14,7 °C, atteinte le 4 février 2012,,.
Les paramètres climatiques de la commune ont été estimés pour le milieu du siècle (2041-2070) selon différents scénarios d'émission de gaz à effet de serre à partir des nouvelles projections climatiques de référence DRIAS-2020. Ils sont consultables sur un site dédié publié par Météo-France en novembre 2022.

## Urbanisme

### Typologie
Au 1er janvier 2024, Ham-sur-Meuse est catégorisée commune rurale à habitat dispersé, selon la nouvelle grille communale de densité à 7 niveaux définie par l'Insee en 2022.
Elle est située hors unité urbaine. Par ailleurs la commune fait partie de l'aire d'attraction de Givet, dont elle est une commune de la couronne,. Cette aire, qui regroupe 11 communes, est catégorisée dans les aires de moins de 50 000 habitants,.

### Occupation des sols
L'occupation des sols de la commune, telle qu'elle ressort de la base de données européenne d’occupation biophysique des sols Corine Land Cover (CLC), est marquée par l'importance des forêts et milieux semi-naturels (69,3 % en 2018), une proportion identique à celle de 1990 (69,3 %). La répartition détaillée en 2018 est la suivante : 
forêts (69,3 %), prairies (14,6 %), zones agricoles hétérogènes (8,9 %), eaux continentales (7,1 %). L'évolution de l’occupation des sols de la commune et de ses infrastructures peut être observée sur les différentes représentations cartographiques du territoire : la carte de Cassini (XVIIIe siècle), la carte d'état-major (1820-1866) et les cartes ou photos aériennes de l'IGN pour la période actuelle (1950 à aujourd'hui).

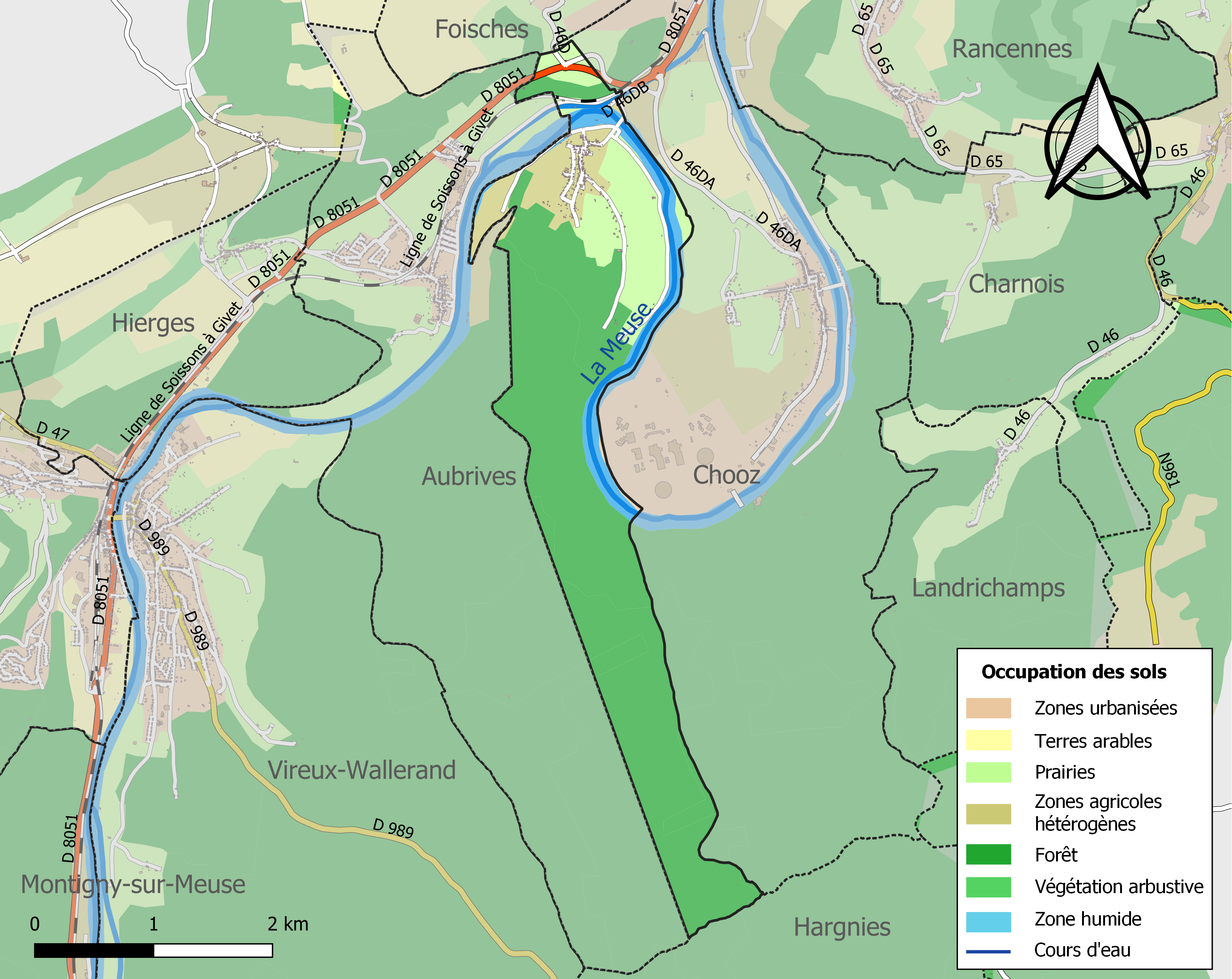
Carte des infrastructures et de l'occupation des sols de la commune en 2018 (CLC).

## Toponymie
La Meuse est un fleuve européen qui prend sa source en France et se jette dans la mer du Nord après un cours long d'approximativement 950 kilomètres traversant la France, la Belgique et les Pays-Bas, Le bourg est situé dans un méandre en rive droite de la Meuse, qui s'écoule du sud vers le nord sur une longueur d'environ 2,3 km, Elle longe la commune sur son flanc nord puis est, s'écoule d'ouest en est sur une longueur d'environ 4,3 km.

## Histoire
Ancien oppidum celtique, situé en une boucle de la Meuse, qui est fermé au sud par la fond de Verevie au sud-ouest et le mont des haies, et au sud-est par un ancien rempart semi-naturel au bois de Ham qui rejoint la Meuse à l'est.

## Politique et administration
| Période                                  | Période                   | Identité                                               | Étiquette | Qualité          |
| ---------------------------------------- | ------------------------- | ------------------------------------------------------ | --------- | ---------------- |
|                                          | 1876                      | Hamaide                                                |           |                  |
| 1877                                     |                           | Bouchoux                                               |           |                  |
| avant 1988                               | mars 2008                 | Pierre Le Brech                                        |           |                  |
| mars 2008                                | En cours (au 27 mai 2020) | Jean-Claude Jacquemart, Réélu pour le mandat 2020-2026 |           | Ouvrier qualifié |
| Les données manquantes sont à compléter. |                           |                                                        |           |                  |

Ham-sur-Meuse a adhéré à la charte du parc naturel régional des Ardennes, à sa création en décembre 2011.

## Population et société

### Démographie
L'évolution du nombre d'habitants est connue à travers les recensements de la population effectués dans la commune depuis 1793. Pour les communes de moins de 10 000 habitants, une enquête de recensement portant sur toute la population est réalisée tous les cinq ans, les populations de référence des années intermédiaires étant quant à elles estimées par interpolation ou extrapolation. Pour la commune, le premier recensement exhaustif entrant dans le cadre du nouveau dispositif a été réalisé en 2005.

En 2022, la commune comptait 226 habitants, en évolution de −6,22 % par rapport à 2016 (Ardennes : −2,97 %, France hors Mayotte : +2,11 %).
| 1793 | 1800 | 1806 | 1821 | 1831 | 1836 | 1841 | 1846 | 1851 |
| ---- | ---- | ---- | ---- | ---- | ---- | ---- | ---- | ---- |
| 194  | 187  | 211  | 241  | 245  | 230  | 228  | 239  | 252  |

| 1866 | 1872 | 1876 | 1881 | 1886 | 1891 | 1896 | 1901 | 1906 |
| ---- | ---- | ---- | ---- | ---- | ---- | ---- | ---- | ---- |
| 292  | 279  | 301  | 295  | 315  | 280  | 274  | 281  | 271  |

| 1911 | 1921 | 1926 | 1931 | 1936 | 1946 | 1954 | 1962 | 1968 |
| ---- | ---- | ---- | ---- | ---- | ---- | ---- | ---- | ---- |
| 250  | 229  | 274  | 262  | 253  | 182  | 205  | 225  | 193  |

| 1975 | 1982 | 1990 | 1999 | 2005 | 2006 | 2010 | 2015 | 2020 |
| ---- | ---- | ---- | ---- | ---- | ---- | ---- | ---- | ---- |
| 187  | 202  | 229  | 246  | 244  | 247  | 252  | 243  | 228  |

| 2022 | - | - | - | - | - | - | - | - |
| ---- | - | - | - | - | - | - | - | - |
| 226  | - | - | - | - | - | - | - | - |

### Langue locale
Ham-sur-Meuse fait partie du domaine wallon de France. Le lexicographe Jules Waslet (wa), qui a consacré un ouvrage au dialecte de la région de Givet, considère que le wallon de Ham-sur-Meuse appartient à un ensemble qu'il appelle le sous-dialecte givetois d'oyi, d'après la manière d’exprimer l’adverbe d’affirmation oui sur ce territoire.

### Enseignement
L'école primaire est à Aubrives.

## Culture locale et patrimoine

### Lieux et monuments
- Église Saint-Nicaise d'Ham-sur-Meuse.
- Chapelle Saint-Nicolas ou des Bateliers de Ham-sur-Meuse.

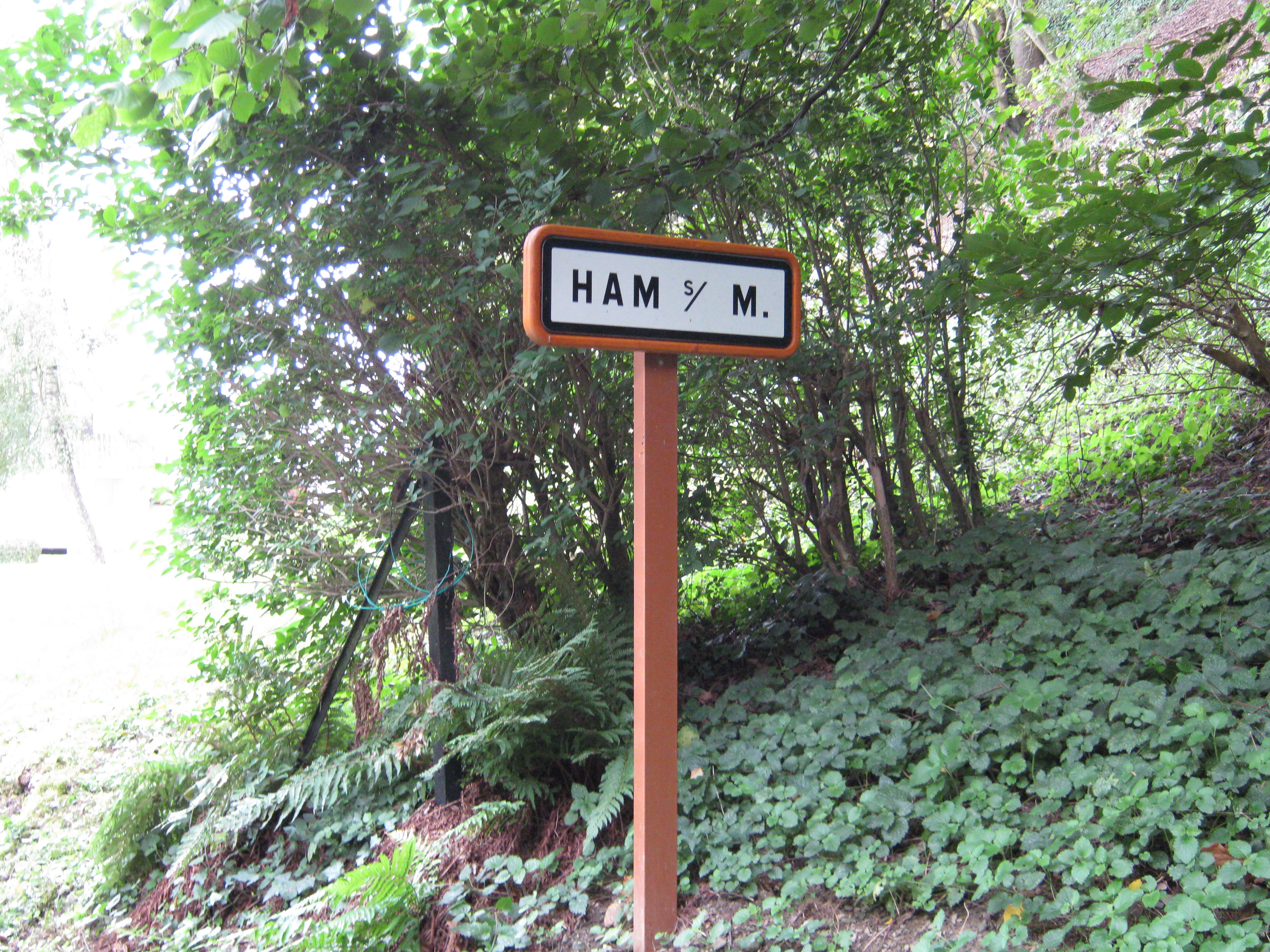
Entrée du village par la voie verte.
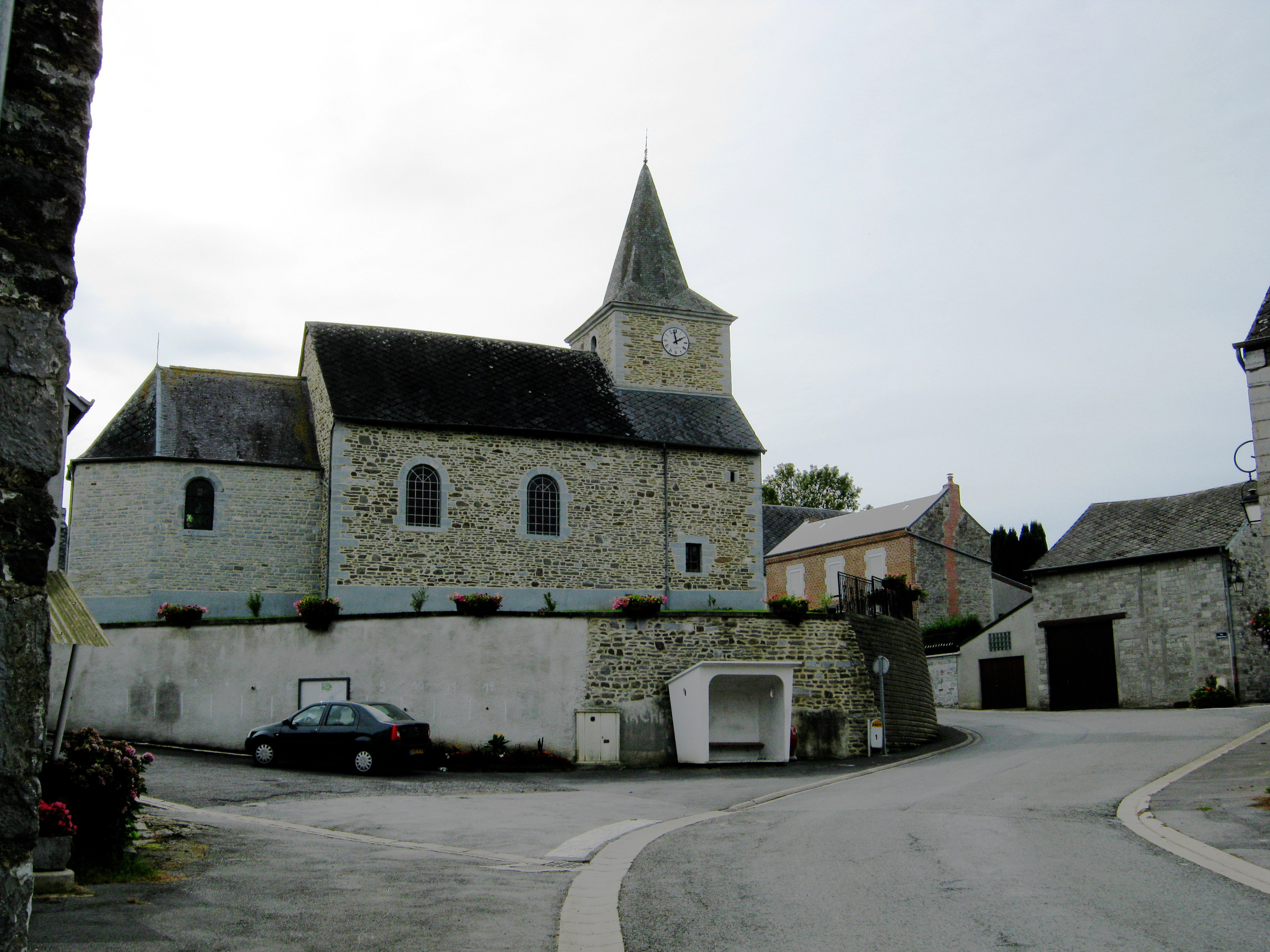
Église.
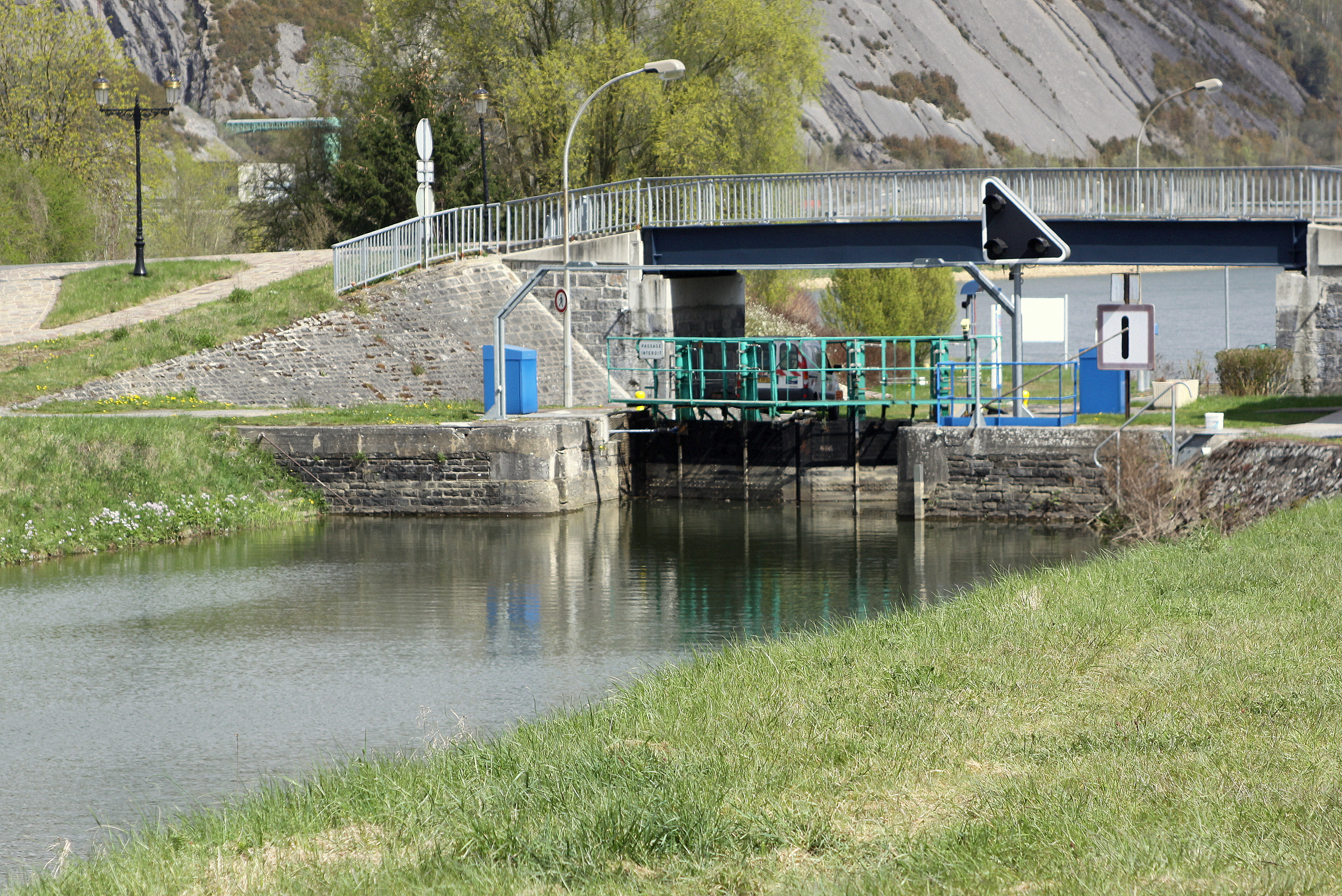
Écluse de Trois-Fontaines (à l'aval du tunnel de Ham-sur-Meuse).
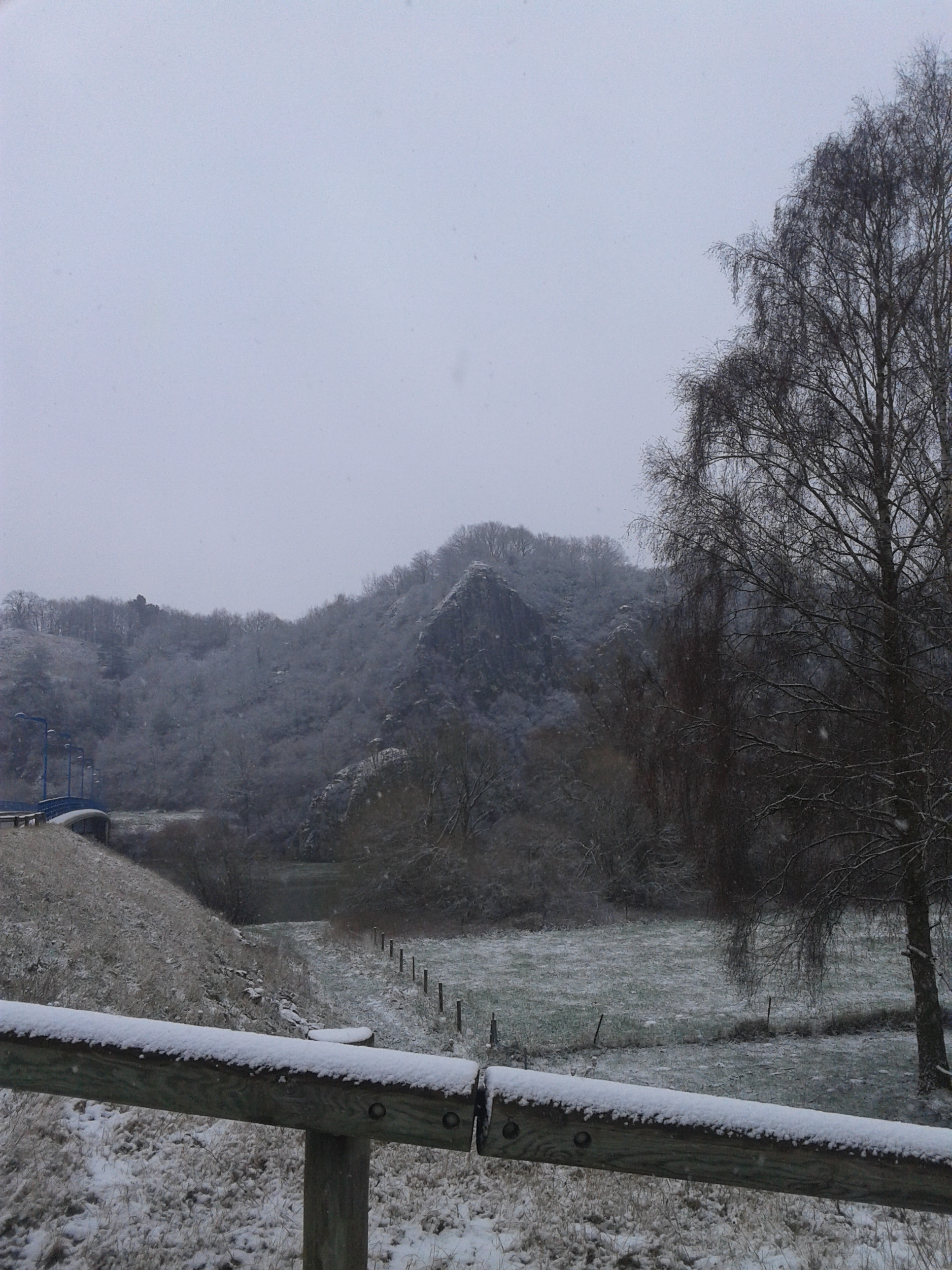
La roche à Wagne en hiver.
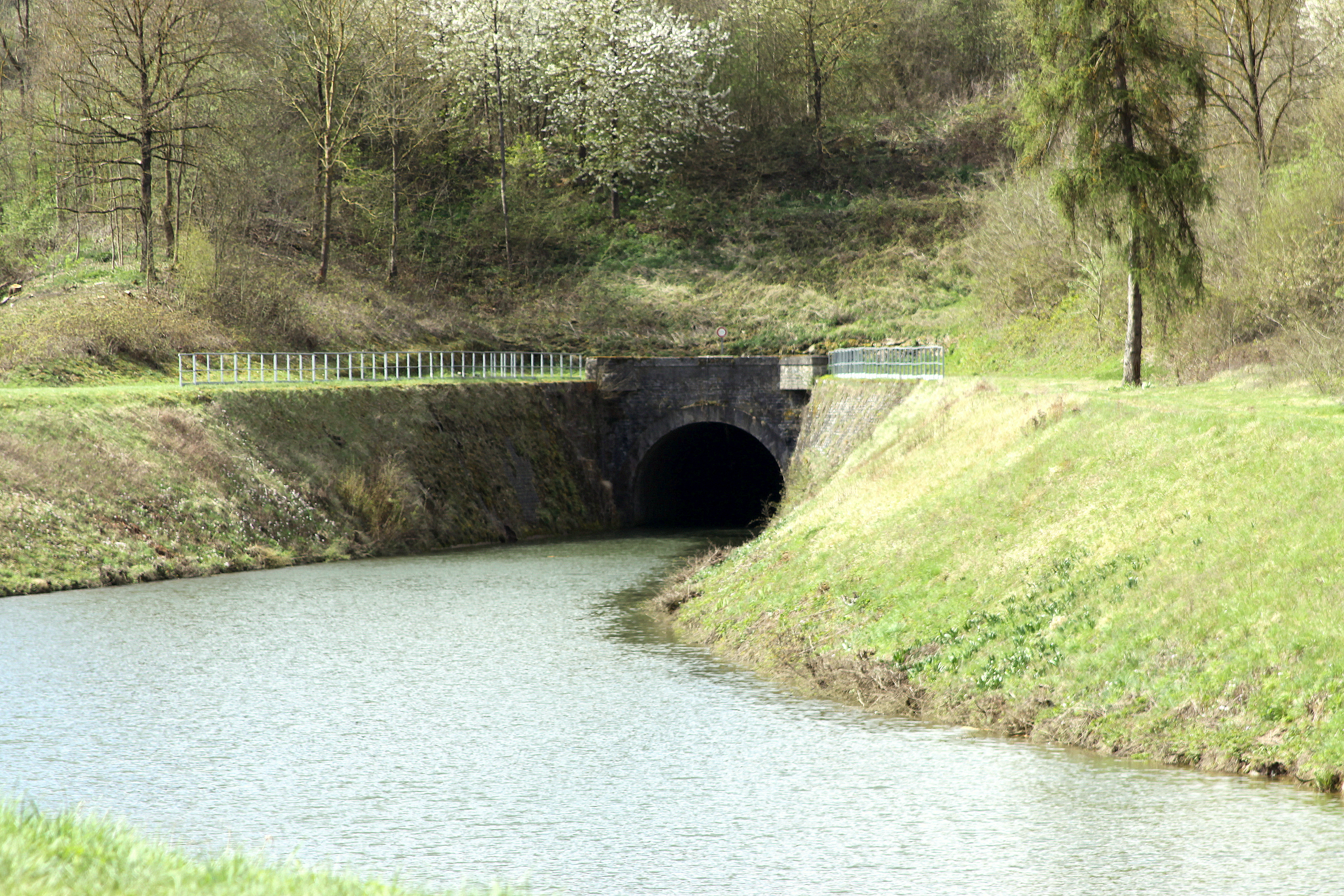
Tunnel de Ham-sur-Meuse à l'aval côté Chooz.

### Héraldique
| Blason de Ham-sur-Meuse | Blason  | Coupé : au 1er de gueules à un léopard couronné et contourné d'argent, au 2d de sinople à la divise ondée d'argent, à la fasce d'or chargée d'une croisette de gueules brochant sur la partition. |
| Blason de Ham-sur-Meuse | Détails | Le statut officiel du blason reste à déterminer. |